# Grand Prix Rakouska 2001
Grand Prix Rakouska 2001 (XXX Großer A1 Preis von Osterreich), 6. závod 52. ročníku mistrovství světa jezdců Formule 1 a 43. ročníku poháru konstruktérů, historicky již 669. grand prix, se již tradičně odehrála na okruhu A1 Ring.

## Výsledky

### Kvalifikace
| Pořadí | Číslo | Pilot                 | Konstruktér        | Čas      | Odstup |
| ------ | ----- | --------------------- | ------------------ | -------- | ------ |
| 1      | 1     | Michael Schumacher    | Ferrari            | 1:09.562 |        |
| 2      | 6     | Juan Pablo Montoya    | Williams - BMW     | 1:09.686 | +0.124 |
| 3      | 5     | Ralf Schumacher       | Williams - BMW     | 1:09.769 | +0.207 |
| 4      | 2     | Rubens Barrichello    | Ferrari            | 1:09.786 | +0.224 |
| 5      | 12    | Jarno Trulli          | Jordan - Honda     | 1:10.202 | +0.640 |
| 6      | 16    | Nick Heidfeld         | Sauber - Petronas  | 1:10.211 | +0.649 |
| 7      | 4     | David Coulthard       | McLaren - Mercedes | 1:10.331 | +0.759 |
| 8      | 3     | Mika Häkkinen         | McLaren - Mercedes | 1:10.342 | +0.780 |
| 9      | 17    | Kimi Räikkönen        | Sauber - Petronas  | 1:10.396 | +0.834 |
| 10     | 9     | Olivier Panis         | BAR - Honda        | 1:10.435 | +0.873 |
| 11     | 11    | Heinz-Harald Frentzen | Jordan - Honda     | 1:10.923 | +1.361 |
| 12     | 10    | Jacques Villeneuve    | BAR - Honda        | 1:11.058 | +1.496 |
| 13     | 18    | Eddie Irvine          | Jaguar - Ford      | 1:11.632 | +2.070 |
| 14     | 19    | Pedro de la Rosa      | Jaguar - Ford      | 1:11.752 | +2.190 |
| 15     | 15    | Enrique Bernoldi      | Arrows - Asiatech  | 1:11.823 | +2.261 |
| 16     | 14    | Jos Verstappen        | Arrows - Asiatech  | 1:12.187 | +2.625 |
| 17     | 23    | Luciano Burti         | Prost - Acer       | 1:12.206 | +2.644 |
| 18     | 21    | Fernando Alonso       | Minardi - European | 1:12.640 | +3.078 |
| 19     | 7     | Giancarlo Fisichella  | Benetton - Renault | 1:12.644 | +3.082 |
| 20     | 22    | Jean Alesi            | Prost - Acer       | 1:12.910 | +3.348 |
| 21     | 8     | Jenson Button         | Benetton - Renault | 1:13.459 | +3.897 |
| 22     | 20    | Tarso Marques         | Minardi - European | 1:13.585 | +4.023 |

### Závod
| Pořadí | Číslo | Jezdec                | Konstruktér      | Kola | Čas/odstoupení | Start | Body |
| ------ | ----- | --------------------- | ---------------- | ---- | -------------- | ----- | ---- |
| 1      | 4     | David Coulthard       | McLaren-Mercedes | 71   | 1:27:45.927    | 7     | 10   |
| 2      | 1     | Michael Schumacher    | Ferrari          | 71   | +2.190         | 1     | 6    |
| 3      | 2     | Rubens Barrichello    | Ferrari          | 71   | +2.527         | 4     | 4    |
| 4      | 17    | Kimi Räikkönen        | Sauber-Petronas  | 71   | +41.593        | 9     | 3    |
| 5      | 9     | Olivier Panis         | BAR-Honda        | 71   | +53.775        | 10    | 2    |
| 6      | 14    | Jos Verstappen        | Arrows-Asiatech  | 70   | +1 kolo        | 16    | 1    |
| 7      | 18    | Eddie Irvine          | Jaguar-Cosworth  | 70   | +1 kolo        | 13    |      |
| 8      | 10    | Jacques Villeneuve    | BAR-Honda        | 70   | +1 kolo        | 12    |      |
| 9      | 16    | Nick Heidfeld         | Sauber-Petronas  | 69   | +2 kola        | 6     |      |
| 10     | 22    | Jean Alesi            | Prost-Acer       | 69   | +2 kola        | 20    |      |
| 11     | 23    | Luciano Burti         | Prost-Acer       | 69   | +2 kola        | 17    |      |
| Ret    | 8     | Jenson Button         | Benetton-Renault | 60   | Motor          | 21    |      |
| Ret    | 19    | Pedro de la Rosa      | Jaguar-Cosworth  | 48   | Převodovka     | 14    |      |
| Ret    | 6     | Juan Pablo Montoya    | Williams-BMW     | 41   | Hydraulika     | 2     |      |
| Ret    | 21    | Fernando Alonso       | Minardi-European | 38   | Převodovka     | 18    |      |
| Ret    | 20    | Tarso Marques         | Minardi-European | 25   | Převodovka     | 22    |      |
| Ret    | 15    | Enrique Bernoldi      | Arrows-Asiatech  | 17   | Hydraulika     | 15    |      |
| DSQ    | 12    | Jarno Trulli          | Jordan-Honda     | 14   | Diskvalifikace | 5     |      |
| Ret    | 5     | Ralf Schumacher       | Williams-BMW     | 10   | Brzdy          | 3     |      |
| Ret    | 7     | Giancarlo Fisichella  | Benetton-Renault | 3    | Motor          | 19    |      |
| Ret    | 3     | Mika Häkkinen         | McLaren-Mercedes | 1    | Převodovka     | 8     |      |
| Ret    | 11    | Heinz-Harald Frentzen | Jordan-Honda     | 0    | Převodovka     | 11    |      |

## Průběžné pořadí šampionátu
Pohár jezdců
| Pořadí | Jezdec             | Body |
| ------ | ------------------ | ---- |
| 1      | Michael Schumacher | 42   |
| 2      | David Coulthard    | 38   |
| 3      | Rubens Barrichello | 18   |
| 4      | Ralf Schumacher    | 12   |
| 5      | Nick Heidfeld      | 8    |

Pohár konstruktérů
| Pořadí | Konstruktér      | Body |
| ------ | ---------------- | ---- |
| 1      | Ferrari          | 60   |
| 2      | McLaren-Mercedes | 42   |
| 3      | Williams-BMW     | 18   |
| 4      | Jordan-Honda     | 13   |
| 5      | Sauber-Petronas  | 12   |